# Ванкарем (село)
Ванкаре́м (чук. Ванӄарэман, буквально «клыкастый народ», от чук. ванӄа «моржовый клык», -рэм/-рам — основа от рэмкын «народ») — село в Иультинском районе Чукотского автономного округа России.

## География
Расположено на мысе Ванкарем, отделяющем от Чукотского моря залив, в который впадает река Ванкарем, между устьем Амгуэмы и Колючинской губой. Непосредственно близ села находится моржовое лежбище, из-за чего сюда часто подходят белые медведи.
В 21 км от села находилась тропосферная радиорелейная станция 19/103 «Агат».

## История
Предполагается, что название села происходит от названия эскимосов (ванкареман — клыкастый народ), в повериях которых моржи считались людьми и назывались «моржовым народом». По другой версии название переводится как «временно оставленные жилища». Чукчи, пришедшие сюда в XVIII—XIX вв., нашли оставленные хорошо сохранившиеся жилища, о происхождении которых они ничего не знали. Возможно, поселение было покинуто задолго до их прихода, либо жители вымерли в результате эпидемии.
В 1934 г. в Ванкарем проводилась эвакуация участников экспедиции с парохода «Челюскин». За участие в эвакуации О. Ю. Шмидт подарил впоследствии жителям школу.
7 октября 1934 года в селе была основана морская гидрометеорологическая станция.

## Население
| 2002 | 2009 | 2010 | 2011 | 2012 | 2013 | 2014 |
| ---- | ---- | ---- | ---- | ---- | ---- | ---- |
| 186  | ↘185 | ↘184 | ↗189 | ↘184 | ↘175 | →175 |
| 2015 | 2019 | 2021 |      |      |      |      |
| ↘169 | ↗170 | ↘122 |      |      |      |      |

Численность населения в 2010 году составило 193 жителей, в 2005 году — 179 человек, в абсолютном большинстве коренной национальности. Основное занятие — морской зверобойный промысел.

## Транспорт
Ванкарем связан автозимником с трассой Эгвекинот — Мыс Шмидта.
Пассажирское сообщение возможно лишь посредством вертолёта, регулярные авиарейсы осуществляются 2 раза в месяц в направлении райцентра и соседнего села Нутэпэльмен, стоимость одного билета составляет 1000 руб.